# 뉴 호프 클럽
뉴 호프 클럽(영어: New Hope Club)은 리스 비비, 블레이크 리처드슨, 조지 스미스로 구성된 2015년에 결성된 영국의 팝 트리오이다. 이들의 데뷔 EP인 웰컴 투 더 클럽은 2017년 5월 5일 스테디 레코드/할리우드 레코드를 통해 발매되었으며, 2020년 2월에는 영국 앨범 차트에서 5위를 차지하며 자체 타이틀 데뷔 앨범을 발표했다.